# Haucourt (Meuse)
Pour les articles homonymes, voir Haucourt.
Haucourt est un ancien village français situé sur la commune de Malancourt dans le Meuse en France. Il a été détruit en 1916 par les combats de la bataille de Verdun.

## Histoire

### Origines
Le village se trouve sur la Carte de Cassini et la Carte d'État-Major.

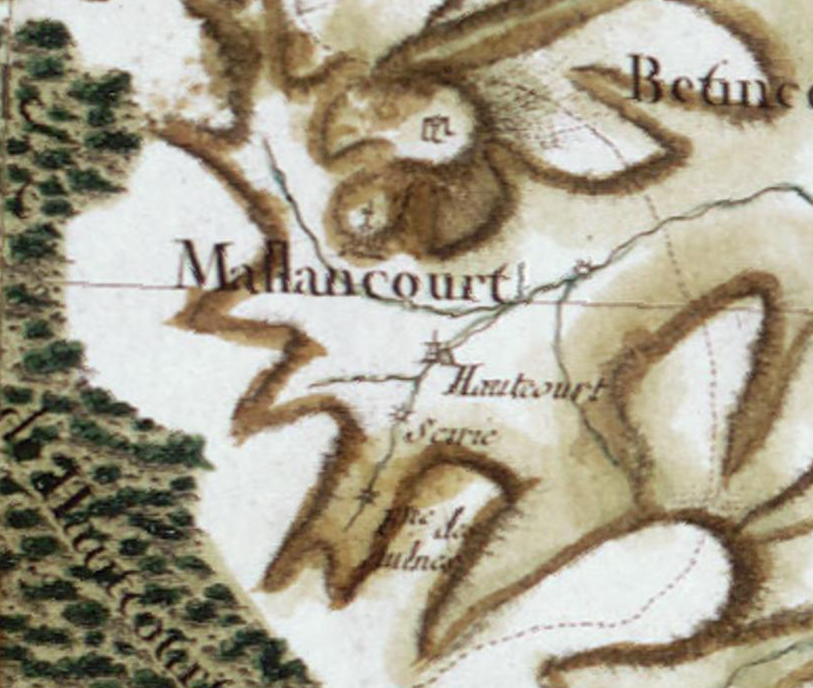
Carte de Cassini
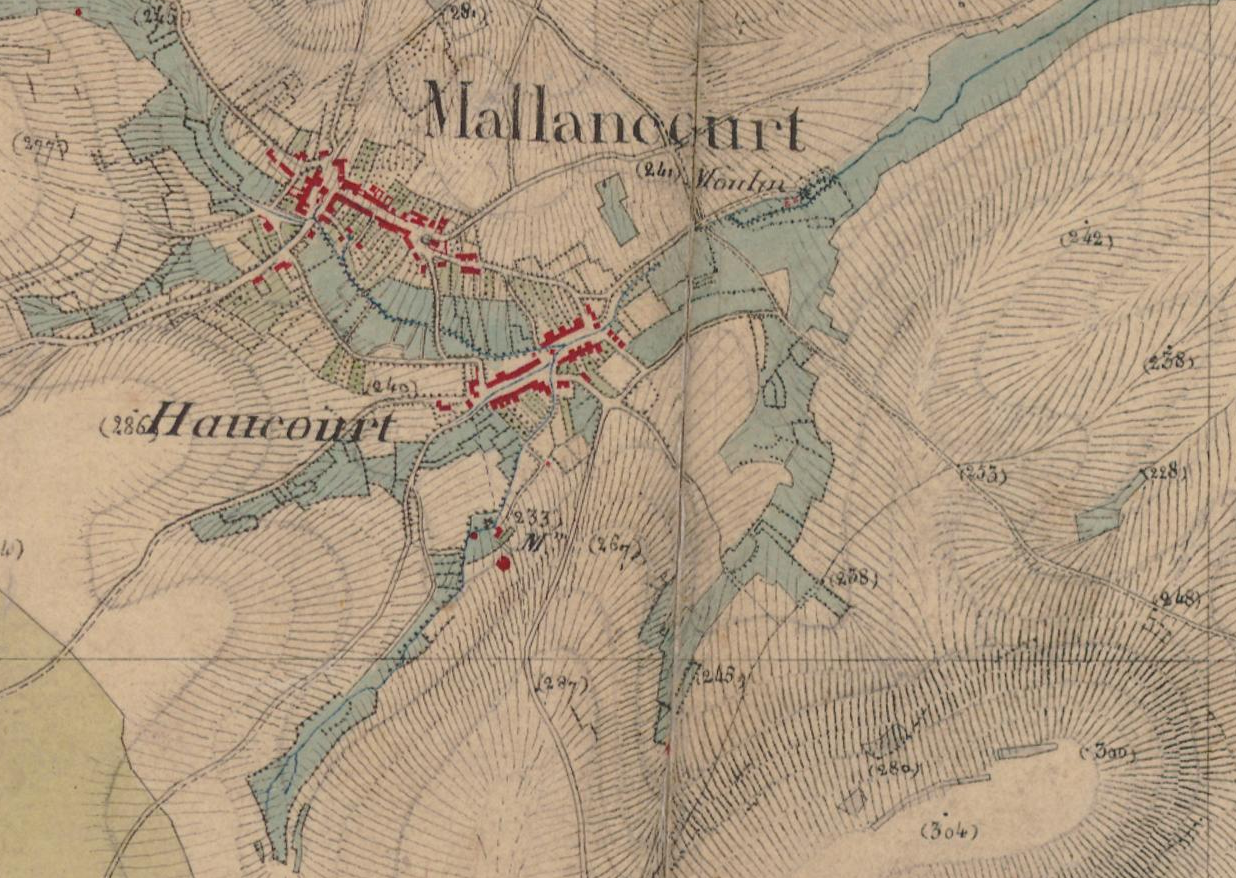
Carte d'État-Major

### Monument commémoratif

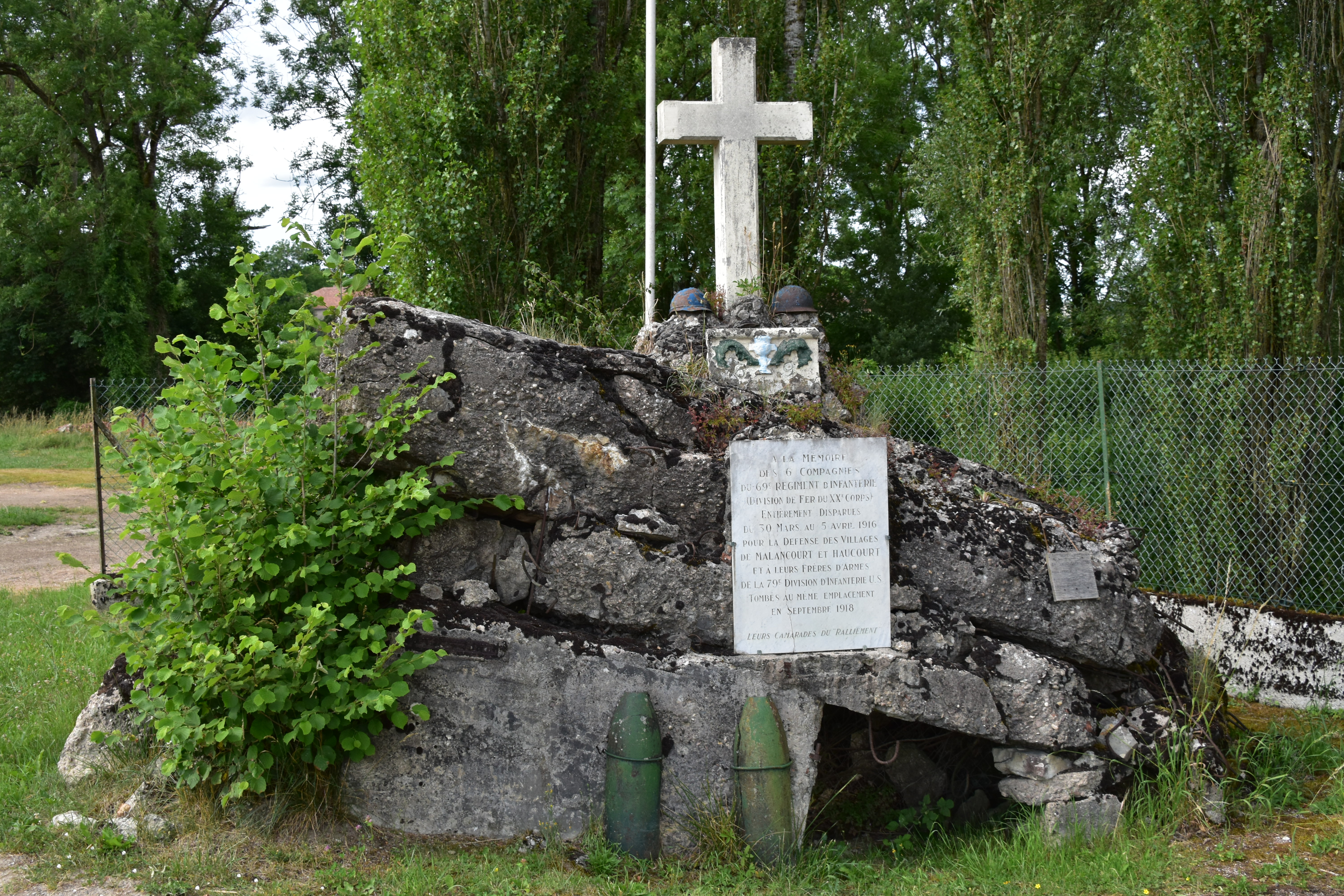
Le mémorial d'Haucourt.

Un ancien blockaus américain[Information douteuse] sert aujourd'hui de mémorial, il est situé à l'emplacement de l'ancien village. Il est composé de deux stèles, d'ancien casques et d'anciens obus.